# Charm School
| Críticas profissionais | Críticas profissionais |
| Avaliações da crítica  | Avaliações da crítica  |
| Fonte                  | Avaliação              |
| ---------------------- | ---------------------- |
| allmusic               | link                   |
| BBC                    | (positivo) link        |
| Expressen              | link                   |
| Território da Música   | link                   |
| Göteborgs-Posten       | link                   |

Charm School é o oitavo álbum de estúdio da dupla pop sueca Roxette, lançado em 2011. O primeiro single do álbum é a faixa "She's Got Nothing On (But The Radio)". É o primeiro álbum de inéditas desde Room Service, lançado em 2001.

## Turnê
Uma turnê mundial foi feita para promover o álbum. Ela passou por dezenas de países incluindo o Brasil. A Charm School Tour recebeu mais de 800 mil pessoas até o fim de 2011. Na mesma época, foi anunciado que a turnê voltaria ao Brasil e a outros países pelos quais a turnê já passou, além de lugares onde não houve essa promoção. Durante a turnê, foi gravado o sucessor de Charm School, Travelling: Songs From Studios, Hotel Rooms and Other Strange Places, que foi lançado em março de 2012.

## Recepção
Charm School foi considerado uma grande volta do Roxette. Obteve um grande sucesso, ainda mais levando em consideração a baixa venda de Room Service. Até o fim de 2011, o álbum já vendeu mais de 500 mil cópias, sendo cerca de 5 mil cópias só no Brasil.

## Singles
- O primeiro single escolhido foi She's Got Nothing On (But the Radio), o qual obteve um bom desempenho. Ele entrou em uma parada da billboard, a Billboard Adult Contemporary, fazendo com que o Roxette se torne a única banda a ter uma música em alguma parada da billboard por quatro décadas consecutivas, '80 (The Look, Listen to Your Heart e outros), '90 (Joyride, Fading Like a Flower (Every Time You Leave) e outros), '00 (Wish I Could Fly) e '10 (She's Got Nothing On (But the Radio)).
- O segundo single seria, primeiramente, No One Makes It On Her Own, porém foi escolhida a música Speak to Me. Ele não obteve um bom desempenho.
- O terceiro single foi a música Way Out. Seu clipe foi gravado em shows. Mais uma vez, o single não repetiu o sucesso do primeiro single.
- O quarto single foi promocional. Foi escolhida a música No One Makes It On Her Own e como clipe oficial, foi lançado um vídeo feito por um fã, com desenhos em preto e branco. Esse último repetiu o fracasso dos dois singles anteriores.

## Faixas
Todas as faixas escritas e compostas por Per Gessle. 
| N.º | Título                                 | Duração |  |
| 1.  | "Way Out"                              | 2:45    |  |
| 2.  | "No One Makes It on Her Own"           | 3:42    |  |
| 3.  | "She's Got Nothing On (But The Radio)" | 3:33    |  |
| 4.  | "Speak to Me"                          | 3:41    |  |
| 5.  | "I'm Glad You Called"                  | 2:48    |  |
| 6.  | "Only When I Dream"                    | 3:52    |  |
| 7.  | "Dream On"                             | 3:09    |  |
| 8.  | "Big Black Cadillac"                   | 3:05    |  |
| 9.  | "In My Own Way"                        | 3:30    |  |
| 10. | "After All"                            | 3:15    |  |
| 11. | "Happy on the Outside"                 | 3:37    |  |
| 12. | "Sitting on Top of the World"          | 3:55    |  |

| iTunes only bonus track |                                                        |         |  |
| N.º                     | Título                                                 | Duração |  |
| 13.                     | "It Must Have Been Love" (Live in St. Petersburg 2010) | 6:01    |  |

| Deluxe Edition bonus disc |                                                               |         |  |
| N.º                       | Título                                                        | Duração |  |
| 1.                        | "Dressed for Success" (Live in St. Petersburg 2010)           | 4:36    |  |
| 2.                        | "Sleeping in My Car" (Live in Stavanger 2010)                 | 3:41    |  |
| 3.                        | "Wish I Could Fly" (Live in St. Petersburg 2010)              | 4:51    |  |
| 4.                        | "7Twenty7" (Live in Halmstad 2010)                            | 3:57    |  |
| 5.                        | "Perfect Day" (Live in St. Petersburg 2010)                   | 3:19    |  |
| 6.                        | "Things Will Never Be the Same" (Live in St. Petersburg 2010) | 3:00    |  |
| 7.                        | "How Do You Do!/Dangerous" (Live in Stavanger 2010)           | 6:55    |  |
| 8.                        | "Silver Blue" (Live in St. Petersburg 2010)                   | 5:10    |  |
| 9.                        | "Joyride" (Live in St. Petersburg 2010)                       | 4:27    |  |
| 10.                       | "Listen to Your Heart" (Live in St. Petersburg 2010)          | 5:46    |  |
| 11.                       | "The Look" (Live in Halmstad 2010)                            | 6:23    |  |
| 12.                       | "Church of Your Heart" (Live in St. Petersburg 2010)          | 4:46    |  |

## Desempenho nas paradas
| Parada musical (2011)                | Melhor posição |
| ------------------------------------ | -------------- |
| Alemanha - German Albums Chart       | 1              |
| Argentina - Argentinian Albums Chart | 1              |
| Austrália - Australian Albums Chart  | 49             |
| Áustria - Austrian Albums Chart      | 2              |
| Bélgica - Belgium (Flanders)         | 22             |
| - Czech Albums Chart                 | 1              |
| Espanha - Spanish Albums Chart       | 14             |
| Finlândia - Finnish Albums Chart     | 34             |
| Hungria - Hungarian Albums Chart     | 16             |
| Noruega - Norwegian Albums Chart     | 26             |
| Países Baixos - Dutch Albums Chart   | 21             |
| Polónia - Polish Album Charts        | 16             |
| Rússia - Russian Album Charts        | 8              |
| Suécia -Swedish Albums Chart         | 2              |
| Suíça - Swiss Albums Chart           | 1              |

## Charm School Revisited
Em outubro, foi anunciado que as demos de todas as faixas do Charm School seriam lançadas em um CD duplo. Ele foi lançado no dia 28 de novembro de 2011 incluindo dois CDs: A edição regular e o disco de demos com três faixas remix.

## Faixas

### CD 1
Todas as faixas escritas e compostas por Per Gessle. 
| N.º | Título                                 | Duração |  |
| 1.  | "Way Out"                              | 2:45    |  |
| 2.  | "No One Makes It On Her Own"           | 3:42    |  |
| 3.  | "She's Got Nothing On (But The Radio)" | 3:33    |  |
| 4.  | "Speak to Me"                          | 3:41    |  |
| 5.  | "I'm Glad You Called"                  | 2:48    |  |
| 6.  | "Only When I Dream"                    | 3:52    |  |
| 7.  | "Dream On"                             | 3:09    |  |
| 8.  | "Big Black Cadillac"                   | 3:05    |  |
| 9.  | "In My Own Way"                        | 3:30    |  |
| 10. | "After All"                            | 3:15    |  |
| 11. | "Happy on the Outside"                 | 3:37    |  |
| 12. | "Sitting on Top of the World"          | 3:55    |  |

### CD 2
Todas as faixas escritas e compostas por Per Gessle. 
| N.º | Título                                                       | Duração |  |
| 1.  | "Way Out (Demo)"                                             |         |  |
| 2.  | "No One Makes It on Her Own (Demo)"                          |         |  |
| 3.  | "She's Got Nothing On (But The Radio) (Demo)"                |         |  |
| 4.  | "Speak to Me (Demo)"                                         |         |  |
| 5.  | "I'm Glad You Called (Demo)"                                 |         |  |
| 6.  | "Only When I Dream (Demo)"                                   |         |  |
| 7.  | "Dream On (Demo)"                                            |         |  |
| 8.  | "Big Black Cadillac (Demo)"                                  |         |  |
| 9.  | "In My Own Way (Demo)"                                       |         |  |
| 10. | "After All (Demo)"                                           |         |  |
| 11. | "Happy on the Outside (Demo)"                                |         |  |
| 12. | "Sitting on Top of the World (Demo)"                         |         |  |
| 13. | "Speak To Me (Bassflow Remix)"                               |         |  |
| 14. | "She's Got Nothing On (But The Radio) (Adam Rickfors Remix)" |         |  |
| 15. | "She's Got Nothing On (But The Radio) [Adrian Lux Remix]"    |         |  |